# Donn (Mythologie)
Donn [doN] (irisch „der Dunkle“ oder „der Braune“ auch der „König der Welt“ genannt) ist eine Sagengestalt der keltischen Mythologie Irlands.

## Mythologie
Donn wird im Lebor Gabála Érenn als „Sohn von Míl“ bezeichnet. Dies lässt darauf schließen, dass er einer der Anführer war, welche die Eroberung Irlands durch die Milesier leiteten. Irischen Boden hat er jedoch nie betreten, denn er kenterte in der Bucht von Inber Scene (heute Kenmare Bay) und ertrank. Sein Grab befand sich auf der kleinen Insel The Bull vor der Insel Dursey und wurde Tech nDuinn („Haus des Donn“) genannt. Es soll sein Wunsch gewesen sein, dass sich in Tech nDuinn „die Toten ein Stelldichein geben“.
In der irischen Folklore (bis in die 1940er Jahre) gibt es einen Donn mit dem Beinamen Fírinne („der den Cnoc Fírinne bewohnt“), der nicht nur häufig mit Schiffsuntergängen in Verbindung gebracht wird, sondern sich auch der Toten annimmt. Wie sein Beiname sagt, wohnt er als Totengott auf dem Cnoc Fírinne im County Limerick, der heute noch als „Totenberg“ bezeichnet wird. Diese Hinweise lassen darauf schließen, dass es sich hierbei um einen keltischen Gott handelte, welcher in vorchristlicher Zeit als „Stammvater der Iren“ die Toten um sich versammelte, um ihren Seelen dann sicheres Geleit in die Anderswelt zu geben.
In der Sage Tochmarc Treblaínne („Die Werbung um Treblann“) wird er als Sohn des Dagda genannt und würde zu den Túatha Dé Danann gehören. Hier gewährt er der Heldin Treblann Gastfreundschaft auf seiner Insel, bis sie von Midir weggelockt wird.
Eine festlandkeltische Entsprechung wird in dem von den Römern als Dis Pater bezeichnete Gott Sucellus (oder  Cernunnos) gesehen, dessen Zuordnung zu den gallischen Göttern jedoch nicht eindeutig geklärt ist.